# Joelia Lesjneva
Joelia Lezjneva (Joezjno-Sachalinsk, 5 december 1989) is een Russische (mezzo)sopraan die in haar nog jonge carrière al veel succes heeft in met name opera’s van Rossini.

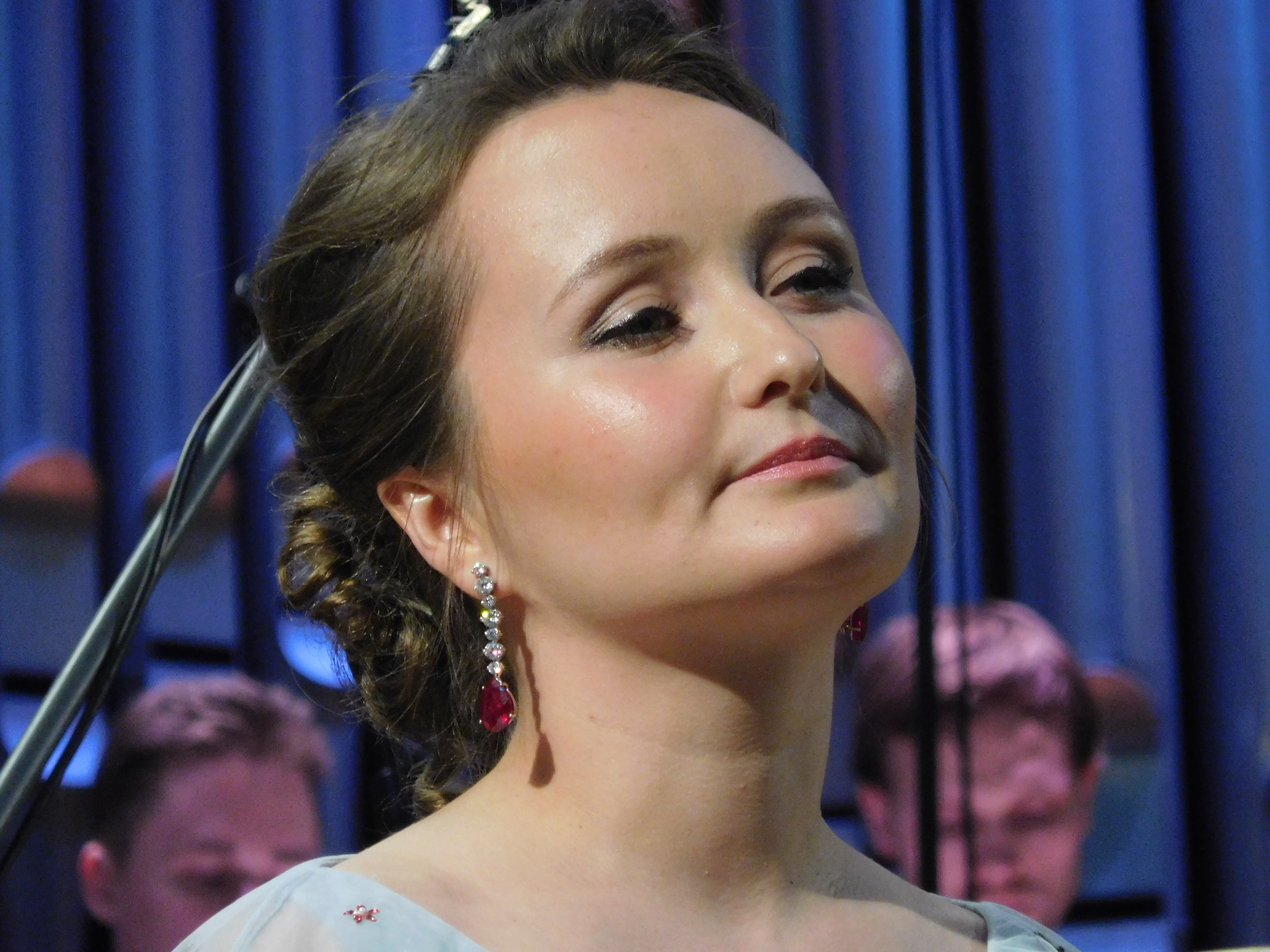
2018

Lezjneva geeft ook veel solo-optredens over de hele wereld. Al op 12-jarige leeftijd deed ze mee aan zangwedstrijden en festivals. Ze won de Grand Prix op het internationale zangconcours Jelena Obraztsova en werd eerste op de Competitie voor Jonge Vocalisten (2006). In augustus 2009 werd ze de jongste winnaar ooit van de Mirjam Helin International Singing Competition.
Lezjneva's repertoire varieert van barok tot belcanto en romantiek. Ze zingt werken van Vivaldi, Bach, Händel, Mozart, Rossini, Bellini, Donizetti, Massenet, Charpentier en Rimski-Korsakov. Ook zingt ze liederen van Fauré, Schubert, Berlioz, Debussy, Tsjaikovski en Rachmaninov. Ze werkte mee aan diverse cd-opnamen.
- Bibliothèque nationale de France: cb15980570m (data)
- Gemeinsame Normdatei: 143402455
- International Standard Name Identifier: 0000 0001 2144 5584
- Library of Congress Control Number: no2009132251
- MusicBrainz: 86d02d7f-f3dc-4619-add9-06b9219a1d92
- Nationale Bibliotheek van Tsjechië: xx0170259
- Système universitaire de documentation: 151168393
- Virtual International Authority File: 96890500
- WorldCat: E39PBJhXcRGmPgH84fbpWMP4v3